# Claudia Heill
Claudia Heill, född den 24 januari 1982 i Wien, Österrike, död 31 mars 2011 i Wien, Österrike, var en österrikisk judoutövare.
Hon tog OS-silver i damernas halv mellanvikt i samband med de olympiska judotävlingarna 2004 i Aten.